# Кашмирские полёвки
Кашмирские полёвки (лат. Hyperacrius) — род грызунов из семейства хомяковых. Представлен двумя видами, встречающимися в Индии и Пакистане.

## Систематика
Первые представители будущего рода Hyperacrius, собранные рядом с городом Марри в Пенджабе, были описаны в 1881 году У. Т. Бланфордом как Arvicola wynnei. Второй вид описан Ф. У. Тру по образцам из горной системы Пир-Панджал в Кашмире в 1894 году, также как представляющий род водяных полёвок. Через два года Дж. С. Миллер впервые предложил выделить в роде серых полёвок подрод Hyperacrius, в дальнейшем предложив включить в него ещё два вида — M. (H.) aitchinsoni и M. (H.) brachelix.
В 1926 году М. Хинтон выделил Hyperacrius в самостоятельный род в подсемействе полёвковых как высокоспециализированное ответвление от рода скальных полёвок (согласно другой теории, эти полёвки эволюционно связаны с пеструшками). Среди морфологических отличий, позволяющих отделить кашмирских полёвок от скальных, — наличие межглазничного гребня. В дальнейшем количество видов в роде Hyperacrius было сокращено до двух, выделенных первыми: виды, выделенные Миллером, рассматриваются как подвиды H. fertilis.

## Внешний вид
Половой диморфизм у обоих признанных видов практически отсутствует. Шерсть густая, относительно короткая, не дифференциированная, что характерно для норных животных. Цвет шерсти от коричневого до охристого, с металлическим отливом, информации о сезонных изменениях окраса нет. Хвост плотно покрыт шерстью, удлиняющейся к концу хвоста, его длина от 20 % до трети длины тела. Длина тела до основания хвоста до 11,6 см (с хвостом крупнейшие представители вида H. wynnei достигают 15,1 см).
Когти длинные и тонкие, в особенности на передних лапах. На задних лапах по пять плантарных мозолей. До трёх пар сосков у самок. Глаза маленькие, наружные уши маленькие, обычно полностью скрытые шерстью или только немного выступающие. Межглазничный гребень продольный, слабо развитый, теменные гребни едва заметны. Нижнечелюстные ветви характеризует крутой излом нижнего края (более крутой описан только у прометеевой полёвки).

## Ареал
В настоящее время кашмирские полёвки встречаются на крайне ограниченной территории, представляющей собой несколько разрозненных популяций в хвойных лесах и на альпийских лугах западных Гималаев на территориях Индии (бывший штат Джамму и Кашмир) и Пакистана (провинция Хайбер-Пахтунхва и холмы Марри в провинции Пенджаб), на высотах от 1900 до 3600 м над уровнем моря. Согласно высказанному в конце 1960-х годов предположению, такая особенность расселения связана с тем, что это реликтовый род, чей некогда обширный ареал был разорван на части горообразовательными процессами в Гималаях в конце плиоцена, после чего он постепенно проигрывал борьбу за территорию другим полёвкам.

## Виды
В настоящее время в роде кашмирских полёвок насчитывается два известных вида:
- Кашмирская полёвка (Hyperacrius fertilis)
- Пенджабская полёвка (Hyperacrius wynnei)